# André Gaudin
Charles André Gaudin (* 1. Februar 1875 in Levallois-Perret; † 19. April 1926 in Paris) war ein französischer Ruderer.

## Biografie
André Gaudin startete bei den Olympischen Sommerspielen 1900 in Paris im Einer. 
In seinem Halbfinallauf protestierte der Brite St George Ashe als Dritter hinter Hermann Barrelet und Gaudin aus nicht rekonstruierbaren Gründen gegen die Wertung. Diese wollten den Protest nicht akzeptieren und drohten mit einem Boykott des Finales. Schließlich ließen sie sich doch noch umstimmen und die Organisation ließ fünf Boote am Finale teilnahmen. Dort konnte Barrelet sich den Olympiasieg vor Gaudin sichern.